# Youbou Jean Noel Thome
Youbou Jean Noel Thome (født 10. oktober 1995 i Divo, Elfenbenskysten) er en ivoriansk fodboldspiller, der spiller for FC Vestsjælland i Danmark.

## Ungdoms karriere
Som helt ung spillede Thome for Jeunesse Sportive de Bassam i Elfenbenskysten. Senere hen skiftede han til ASPIRE Senegal Academy som er et fodbolds-akademi, der ligger i Qatar. Her spillede han i 4 år.

## Klubkarriere

### FK Kruoja
Videre fra akademiet, skiftede han den 1. marts 2014 til FK Kruoja i den bedste litauenske liga. Her blev det ikke til mere end 15 ligakampe samt et ligamål, inden han i sommeren 2014 skiftede til Danmark.

### FC Vestsjælland
Den 5. august 2014 blev det offentliggjort, at den 18-årige Thome skiftede FC Vestsjælland, efter at have været til prøvetræning i flere omgange, og have imponeret cheftræneren i FCV.

## International karriere
I 2011 fik Thome sin landsholds debut for U17 landsholdet, og blev anfører for landsholdet.